# Cantone di Le Coteau
Il Cantone di Le Coteau è una divisione amministrativa dell'Arrondissement di Roanne.
È stato costituito a seguito della riforma approvata con decreto del 26 febbraio 2014, che ha avuto attuazione dopo le elezioni dipartimentali del 2015.

## Composizione
Comprende i 29 comuni di:
- Balbigny
- Bussières
- Chirassimont
- Commelle-Vernay
- Cordelle
- Le Coteau
- Croizet-sur-Gand
- Fourneaux
- Lay
- Machézal
- Neaux
- Néronde
- Neulise
- Notre-Dame-de-Boisset
- Parigny
- Perreux
- Pinay
- Saint-Cyr-de-Favières
- Saint-Cyr-de-Valorges
- Saint-Jodard
- Saint-Just-la-Pendue
- Saint-Marcel-de-Félines
- Saint-Priest-la-Roche
- Saint-Symphorien-de-Lay
- Saint-Vincent-de-Boisset
- Sainte-Agathe-en-Donzy
- Sainte-Colombe-sur-Gand
- Vendranges
- Violay